# Dropkovec
 Dropkovec  falu Horvátországban Kapronca-Kőrös megyében. Közigazgatásilag Gornja Rijekához tartozik.

## Fekvése
Kőröstől 14 km-re északnyugatra, községközpontjától  2 km-re délnyugatra a Kemléki-hegység déli lábánál fekszik.

## Története
A települést 1475-ben nemesi faluként említik először. Kisnemesi központként a kiskemléki uradalomhoz tartozott. Jobbágyai, több környező településsel együtt a tatárjárás után IV. Bélától nemességet kaptak, mivel Kemlék várát megvédték a tatároktól. Erről a község népe mai is megemlékezik azon a napon, melyet a „nemesség napjának” neveznek. Lakói így mentesek voltak a robottól, nem kellett sem kilencedet, sem egyházi  tizedet fizetniük. Ez sok viszontagságtól megvédte őket.
A falunak 1857-ben 256, 1910-ben 357 lakosa volt. A  trianoni békeszerződésig Belovár-Kőrös vármegye Körösi járásához tartozott. 2001-ben 193 lakosa volt.

## Nevezetességei
Xavéri Szent Ferenc tiszteletére szentelt temploma 1769 és 1771 között egy régi fakápolna helyén épült, melyet 1704-ben az egyházlátogatáskor említenek először, amikor kegyura még az Orehóczy család volt. A templom rendhagyó alaprajzú, a hajó középen kupolával fedett, a végén lekerekített apszisban végződik. A szentélyhez északról négyszögletes sekrestye kapcsolódik. 1832-ben zömök harangtornyot építettek hozzá. Később a zsindelyfedést bádoggal cserélték fel. A főoltár 1740-ben, a mellékoltárok, az Aprószentek és Szent Valentin a 18. századból Altenbach alkotásai. Orgonája 1833-ban Jeremić műhelyében készült.